# Carl Eduard von Finck
Carl Eduard Freiherr von Finck, normalisiert Karl Eduard von Fink (* 14. April 1799; † 19. Juni 1867 in Dresden) war ein deutscher Jurist und  Rittergutsbesitzer, der bereits als Jurastudent aufgrund seiner Verdienste vom König von Sachsen in den Freiherrenstand des Königreiches Sachsen erhoben wurde.

## Leben und Wirken
Er stammte aus Danzig. Bereits während seines Studiums war er am 1. März 1820 in den Freiherrenstand aufgestiegen. Das Studium beendete er mit der Promotion zum Dr. jur.
Nachdem das Erb- und Allodialgut Kleinwaltersdorf im Bezirk des Kreisamts Freiberg von ihm gekauft worden war, wurde er vom Königlich Sächsischen Appellationsgericht zu Dresden als Lehnhof am 4. Januar 1847 damit belehnt. Später erwarb er in Sachsen auch die beiden Güter Linz bei Schönfeld und Ponickau. In Ostpreußen hingegen war er Herr auf Lunau. Aus seiner Ehe mit einer Erdmannsdorff-Tochter ging der Sohn Rudolf Karl von Finck hervor, der Politiker wurde.